# Ян Чжу
Янг Джу 杨朱 Yáng Zhū (близько 395–335 рр. до н. е.) — давньокитайський філософ, учень Лао-цзи. Матеріаліст. Критикував релігійні уявлення і віру в безсмертя. Противник конфуціанства.
Про його біографію практично нічого невідомо, оскільки власні твори мудреця не збереглися, і про його погляди можна судити лише за фрагментами з трактатів «Мен-цзи», «Чжуан-цзи» і особливо — «Лє-цзи», в якому Ян Чжу присвячено кілька розділів. Основою вчення Ян Чжу були ідеї себелюбства, цінності власного життя і гедонізму, а також виступ проти Конфуція і його вчення. На його думку, всі події і явища природи і суспільства підлеглі дії принципу природної необхідності, який він визначав як долю. Ян Чжу стверджував, що всі схильні до загибелі. Життя змінюється смертю, за виникненням слідує руйнування. В етиці на перший план висував особистість з її прагненням до максимального задоволення своїх почуттів і бажань.